# Melvyn P. Leffler

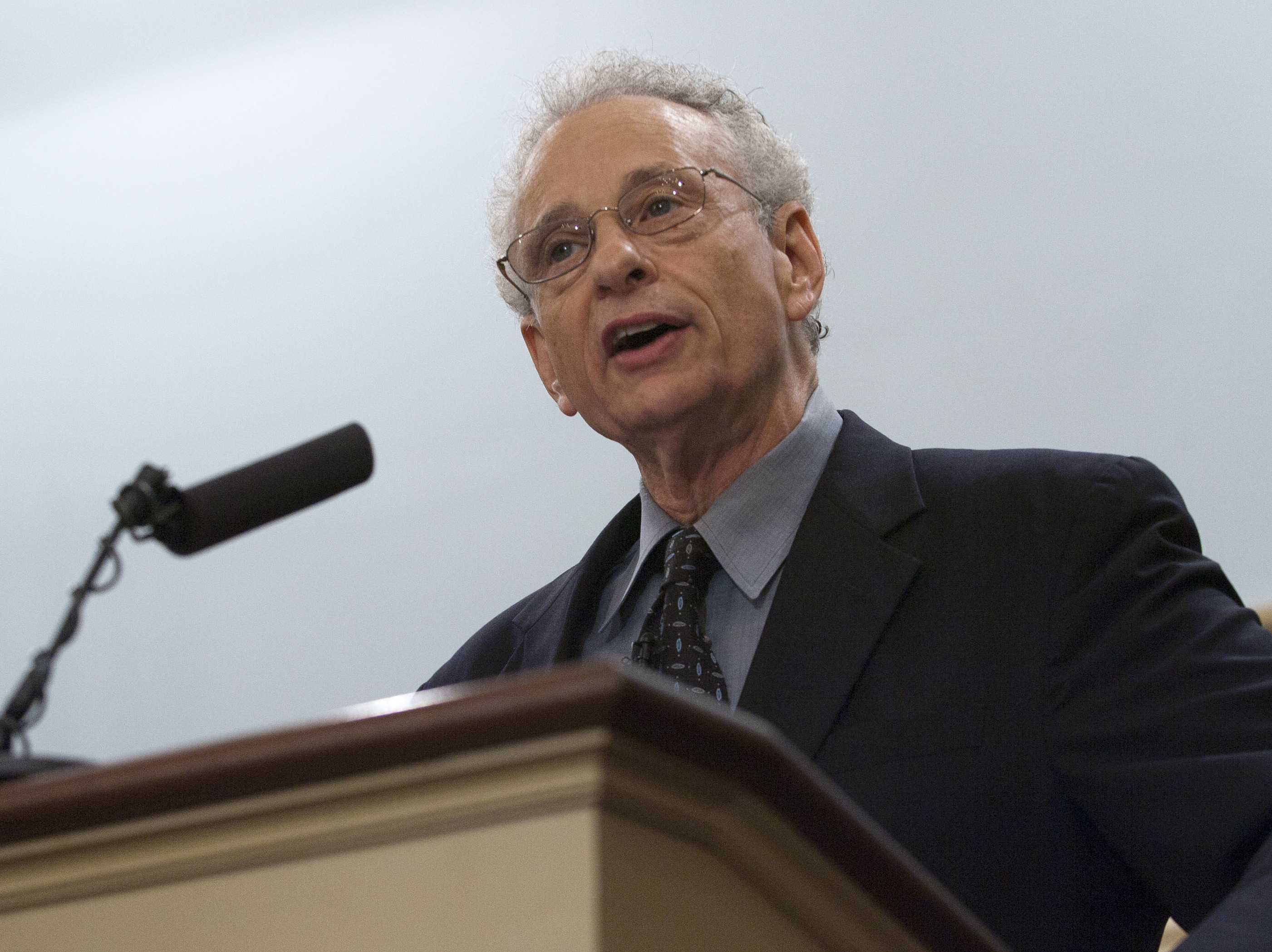
Melvyn P. Leffler

Melvyn P. Leffler (* 31. Mai 1945) ist ein US-amerikanischer Historiker und derzeit Edward Stettinius Professor of History Emeritus an der University of Virginia. Er ist vor allem für seine Arbeiten zum Kalten Krieg bekannt.

## Leben und Werk
Melvyn P Leffler erhielt seinen Doktortitel im Jahr 1972 von der Ohio State University und lehrte von 1972 bis 1986 an der Vanderbilt University. Er ist derzeit emeritierter Edward Stettinius Professor für amerikanische Geschichte an der University of Virginia in Charlottesville. Er ist der Autor zahlreicher Bücher und Artikel vor allem zum Kalten Krieg und erhielt mehrere bedeutende akademische Auszeichnungen.

## Auszeichnungen
- 2008: George Louis Beer Prize der American Historical Association für For the Soul of Mankind.[2]
- 1993: Bancroft-, Hoover- und Ferrell-Preis für A Preponderance of Power.[2]

## Ausgewählte Schriften
Monographien
- Confronting Saddam Hussein. George W. Bush and the Invasion of Iraq. Oxford University Press, New York 2023, ISBN 978-0-19-716077-0, doi:10.1093/oso/9780197610770.001.0001 (rezensiert von Hal Brands in Foreign Affairs[3]).
- Safeguarding Democratic Captialism. Princeton University Press, Princeton 2017, ISBN 978-0-691-17258-3.
- For the Soul of Mankind. The United States, the Soviet Union, and the Cold War. Hill and Wang, New York 2007, ISBN 978-0-374-53142-3.
- The Specter of Communism. The United States and the Origins of the Cold War, 1917–1953. Hill and Wang, New York 1994, ISBN 0-8090-1574-9.
- A Preponderance of Power. National Security, The Truman Administration, and the Cold War. Stanford University Press, Stanford 1992, ISBN 0-8047-2218-8.
- The Elusive Quest. America’s Pursuit of European Stability and French Security, 1919–1933. University of North Carolina Press, Chapel Hill 1979, ISBN 0-8078-9706-X.

Essays und Artikel
- Iraq After Twenty Years. In: Liberties. Band 3, Nr. 3, Frühjahr 2023, ISBN 979-89-8543020-2, S. 162–184.
- Bush, 9/11, and the Roots of the Iraq War. In: Foreign Affairs. 23. März 2023.
- What Really Took America to War in Iraq. In: The Atlantic. 23. Januar 2023.
- Ronald Reagan and the Cold War. In: Jonathan R. Hunt, Simon Miles (Hrsg.): The Reagan Moment. America and the World in the 1980s. Cornell University Press, Ithaca 2021, ISBN 978-1-5017-6071-6, S. 25–42, doi:10.1515/9781501760709-003 (eine aktualisierte Fassung des Artikels Ronald Reagan and the Cold War: What Mattered Most. In: Texas National Security Review. Band 1, Nr. 3, Mai 2018, S. 77–89, doi:10.15781/T2FJ29W93).
- Ruminating During a Pandemic. In: Diplomatic History. Band 45  Nr. 3, Juni 2021, S. 517–524, doi:10.1093/dh/dhab023.
- The Decider. Why Bush Chose War in Iraq. In: Foreign Affairs. Band 99, Nr. 6, November/Dezember 2020.
- China Isn’t the Soviet Union. Confusing the Two is Dangerous. In: The Atlantic. 2. Dezember 2019.
- Avoiding Another Cold War. In: China International Strategy Review. Band 1, Nr. 2, Dezember 2019, S. 205–212, doi:10.1007/s42533-019-00027-6.
- Divide and Invest. Why the Marshall Plan Worked. In: Foreign Affairs. Band 97, Nr. 4, Juli/August 2018.
- The Strategic Thinking that Made America Great. Europe First and Why It Still Matters. In: Foreign Affairs. 10. August 2018.
- Trump’s Delusional National Security Policy. In: Foreign Affairs. 21. Dezember 2017.
- The Worst First Year of Foreign Policy Ever. In: Foreign Policy. 19. September 2017.
- The emergence of an American grand strategy, 1945–1952. In: Melvyn P. Leffler, Odd Arne Westad (Hrsg.): Origins (= The Cambridge History of the Cold War. Band 1). Cambridge University Press, Cambridge 2010, ISBN 978-1-107-60229-8, S. 67–89, doi:10.1017/CHOL9780521837194.005.

Als Herausgeber
- mit William Hitchcock: The Dangerous First Year. National Security at the Start of a New Presidency. University of Virginia Press, 2016, ISBN 978-0-8139-3960-5.
- mit Jeff Legro und William Hitchcock: Shaper Nations. Strategies for A Changing World. Harvard University Press, Cambridge (MA) 2016, ISBN 978-0-674-66021-2.
- mit Jeff Legro: In Uncertain Times. U.S. Foreign Policy After the Berlin Wall and 9/11. Cornell University Press, Ithaca 2011, ISBN 978-0-8014-7619-8.
- mit Odd Arne Westad: The Cambridge History of the Cold War. 3 Bände. Cambridge University Press, Cambridge 2010.
  - Band 1: Origins. ISBN 978-1-107-60229-8, doi:10.1017/CHOL9780521837194.
  - Band 2: Crises and Détente. ISBN 978-1-107-60231-1, doi:10.1017/CHOL9780521837200.
  - Band 3: Endings. ISBN 978-1-107-60231-1, doi:10.1017/CHOL9780521837217.
- mit Jeff Legro: To Lead the World. American Strategy After the Bush Doctrine. Oxford University Press, Oxford 2008, ISBN 978-0-19-536941-0.